# گرو اسپست
گرو اسپست (نروژی: Gro Espeseth؛ زادهٔ ۳۰ اکتبر ۱۹۷۲) بازیکن فوتبال اهل نروژ بود.
از باشگاه‌هایی که در آن بازی کرده‌است می‌توان به نیویورک پاور اشاره کرد.
وی در مسابقات کشوری و بین‌المللی در مجموع برندهٔ ۳ مدال طلا، ۲ مدال نقره، ۱ مدال برنز شده‌است.